# Temperance Brennan
Dr. Temperance Brennan Kathy Reichs könyveinek főhőse, továbbá a Dr. Csont című amerikai filmsorozat (eredeti cím: Bones) főszereplője. Mind a könyvekben, mind a sorozatban bűnügyi antropológus – ahogy megalkotója, Dr. Kathy Reichs is az a valóságban. A sorozatbeli magyar hangja Bertalan Ágnes.

## Megformálója, Emily Deschanel
Emily Deschanel eddig főleg mozifilmekben játszott kisebb epizódszerepeket, így például a Hideghegyben, a Pókember második részében, vagy a Boogeyman-ben. Karrierjében nagy előrelépést jelent Dr. Brennan szerepe, hiszen Amerikában jelenleg hetente 8-10 millióan követik kalandjait.

## Bones a regényekben
Dr. Temperance Brennan először Kathy Reichs első, 1997-es regényében bukkant fel (Déjà Dead), majd nyolc további könyvben szerepelt. Ahogy Reichs, Dr. Brennan is munkamániás; két helyen is dolgozik antropológusként: egyrészt Észak-Karolinában, másrészt Montrealban, a kanadai Quebec tartományban. A könyvbeli Brennan-nek van egy lánya, akit Katy-nek hívnak.

## Dr. Temperance Brennan A regényben kicsit bővebben
Dr. Brennan a könyvekben nem annyira tényfüggő és zárkózott, mint a sorozatban. Nem feltétlenül racionális, vagy annak tűnő, választ illetve véleményt ad az adott embernek.
Ezenkívül a könyvben lévő Brennan katolikus, hisz Istenben míg a sorozatbeli teljesen ateista vagyis Isten-tagadó.
Hajlandó volt megházasodni is, míg a sorozatbeli Brennan később összeházasodott Seeley Boothszal.

## A szereplő a filmsorozatban
|  | Alább a cselekmény részletei következnek! |

A sorozatbeli Dr. Brennan a washingtoni Jefferson Intézet bűnügyi antropológusa, aki mellesleg könyveket ír. Regényének főszereplője Kathy Reichs, bűnügyi antropológus.
Bones (csontok, "Csonti") a szereplő beceneve, innen származik a sorozat eredeti címe is.
Dr. Brennan rendkívül elismert a szakmájában, a világ rengeteg helyén járt már, hogy embereket azonosítson csontvázaik alapján. Leginkább a tudományos tényekben hisz, munkája során legfontosabbnak az objektív szemléletet tartja.

### Személyisége
Dr. Brennan rendkívül zárkózott lény, aki a munkájának  él. 15 éves korában a szülei eltűntek, a testvére lelépett, ő pedig szociális gondozásban élt: valószínűleg ez az oka, hogy érzelmileg begubózott, nehezen bízik meg másokban és még nehezebben enged közel magához bárkit is. Ebben a munkája sem segít sokat: szinte az egész világot bejárta már, segített beazonosítani az áldozatokat a háborús zónákban, katasztrófa sújtotta helyeken.
A modora meglehetősen csípős, szarkasztikus. Az áldozatokat igyekszik mindig kívülálló módon holttestnek tekinteni, nem pedig egy valaha élt embernek, mivel különben nem tudná tartani az objektivitást, ami pedig rendkívül fontos a számára. A nyomozás során mindig a tényekre alapoz, nem szereti a pszichológiai halandzsát (bár Booth kezdi megfertőzni a lelki tényezők figyelembe vételével).
Gyakran előfordul, hogy járatlannak bizonyul az élet bizonyos területein – például egyáltalán nem ismeri a jelen zenei, illetve mozikultúráját – ilyenkor hangzik el a mondása: "I don't know what that means".

### Családja
Bones szülei nyomtalanul eltűntek: 15 éves volt, amikor karácsony előtt magára maradt testvérével, Russ-szal. A bátyja 19 éves volt ekkor, hamarosan ő is elhagyta Temperance-t és az ország nyugati részébe ment dolgozni. Bones-t gondozásba vette az állam, árvaházba került. Az első évad közepén megkéri Booth ügynököt, hogy derítse ki, hova tűntek a szülei. Az első évad végén kiderül hogy az anyja meghalt, ám az apja életben van. Brennan megtalálja az édesanyja csontjait a Jefferson Intézetben (maradványai azóta vannak az azonosítatlan részlegben, amióta Bones ott dolgozik), s kideríti, hogy gyilkosság áldozata lett. Az első évad utolsó részében találják meg a gyilkosát.
A második szezonban leginkább Dr. Brennan családjára vonatkozóan tudunk meg új információkat.
Booth nyomozásának köszönhetően Bones végre ismét találkozhat a bátyjával, így a testvérek tisztázhatják a múltbeli félreértéseket is.
Egy papnak álcázott bűnözőről, Max Kennanről kiderül hogy Brennan apja. Temperance valódi neve Joy Keenan, a bátyjáé pedig Kyle Keenan. A szüleik bankrablók voltak, egy akció után megváltoztatták a nevüket és illegalitásba vonultak, a banda tagjai azonban rájuk találtak. Azért hagyták el a gyermekeiket, mert különben megölték volna őket is, és így megvolt az esély, hogy Temperance és Russ legalább túlélik.
Max Keenan gyilkosságért körözés alatt áll, ezért Booth el akarja kapni, de mindig újra eltűnik.
A 2. évad végén Max végül feladja magát, mivel ráébred, hogy az állandó menekülés miatt szinte sohasem lehet a lányával. Bones nehezen talál vissza az apjához, nem tudja hogyan is kezelje őt ennyi év után, de a 3. évad elején láthatjuk, ahogy zoknit visz neki a börtönbe, és ahogy együtt kártyáznak.
Közben Russ-szal is egyre bensőségesebbé válik a kapcsolata: segít a férfi súlyosan beteg nevelt lányának, hogy az egyik legjobb orvos kezelje és a 3×09 részben egy igazi családi karácsonyt szervez a börtönben. A sorozat folyamán felbukkan még egy másod- unokatestvére, akit a Bonest megformáló Emily Deschanel testvére, Zooey alakít.

### Kapcsolata a többi szereplővel
Legszorosabb kapcsolatban partnerével, Seeley Booth különleges ügynökkel áll, akivel remekül kiegészítik egymást, mivel Bones az esetekhez mindig tudományosan közelít, FBI-os társa pedig inkább lélektani oldalról. Booth ügynök adta egyébként dr. Brennan-nek a Bones becenevet is. Kapcsolatukat a kiváló együttműködés, a szoros barátság és némi, ezen túlmutató vonzalom jellemzi. A sorozat készítője, Hart Hanson nyilatkozta a párosról egy helyütt: "…ők ketten azt gondolják, hogy olyan kapcsolatuk, mint egy bátynak és húgnak, valójában azonban ugyanilyen mély és fontos, de teljesen másmilyen kapocs fűzi őket össze…"
Booth kapcsolatba bonyolódik Cam Saroyan-nal, Bones új főnökével. Erre válaszként Brennan viszonyt kezd egy FBI-ügynökkel, Tim Sullivan-nel. A kapcsolatnak Booth nagyon nem örül, mégsem szól bele – de szakít Cam-mel. És amikor Sully megkéri Bonest, hogy tartson vele egy világkörüli hajótúrára, a nő inkább a munkáját és így áttételesen Booth-t választja. Az évad végén egyértelmű, hogy kezdik felismerni az egymás iránti érzéseiket, ám egyikük sem meri megtenni a kezdő lépést.
A második évad végén Booth letartóztatja Bones apját, ám elmondja a nőnek azt is, miért tette: Max szeretne a lányával lenni és elege van a bujkálásból. Brennan ezt látszólag megérti, de a harmadik évad elején mégis feszültség érezhető közte és Booth között. Később kiderül, Bones azért dühös, mert Booth engedte Zacket elmenni Irakba egy speciális tudományos küldetésre. Mikor Booth elmagyarázza, hogy Zachnek is látnia kell a világot, hogy felnőhessen, Brennan elfogadja, és ők ketten megállapodnak, hogy a csapat érdekében mindig megpróbálnak együttműködni.
Kapcsolatuk súrlódásai miatt az FBI "partnerterápiára" küldi őket, ahol végül kiderül, hogy minden vitájuk ellenére tisztelik, védelmezik és tökéletesen kiegészítik egymást, mint "társak".
A 3. évadban úgy tűnik, kettőjük vonzalma is komolyabbra fordul: már sokkal több személyes témáról beszélgetnek, és az első csók is elcsattan köztük a 3×09 részben, igaz a fagyöngy alatt Booth főnökének "rábeszélésére".
Bones legjobb barátja Angela Montenegro, aki egyben kollégája is a Jefferson Intézetben. Tőle kér és kap tanácsot minden fontosabb érzelmi ügyben. És mivel Brennan rendkívül nehezen találja meg a közös hangot az emberekkel, így erre nagyon sokszor szüksége is van.
A munkahelyén kívül szinte nincsenek is barátai, így közvetlen munkatársait: Dr. Jack Hodgins entomológust és Dr. Zack Addy-t, az asszisztensét – aki szintén antropológus – tekinthetjük még a barátainak.

## Érdekességek
- Bones kedvenc együttese a Massive Attack, ugyanakkor szívesen hallgat jazz-zenét is.
- Ateista.
- Nincs TV-je.
- Fél a kígyóktól.
- Jellegzetes szavajárása: "I don't know (what) that means" ("Nem tudom, ez mit jelent")
- A másod-unokatestvérét játszó színésznő, a való életben az őt megformáló színésznő testvére.

## Magyarul olvasható
- Végzetes utazás; ford. Béresi Csilla; Fumax, Bp., 2014 (Temperance Brennan-sorozat)
- Szent csontok; ford. Béresi Csilla; Fumax, Bp., 2016 (Temperance Brennan-sorozat)

## Külső hivatkozások
- A szereplőről és megformálójáról az RTL Klub Dr. Csont oldalán Archiválva 2010. november 12-i dátummal a Wayback Machine-ben
- A szereplő jellemzése az IMDb-n (angolul)
- Epizód lista (magyar és angol)